# Anaida Hernández
Anaida Hernández (Mayagüez, 1954) es una escultora, pintora, instaladora, productora de papel hecho a mano, grabadora, muralista - mosaicos, directora de documentales y empresaria puertorriqueña. Fue integrante activa de la Asociación de Mujeres Artistas de Puerto Rico. Es considerada por la crítica del arte como una de las pioneras en abordar el tema sobre la violencia contra la mujer en el arte contemporáneo caribeño y latinoamericano.

## Vida y obra
Obtuvo un Bachillerato en Artes de la Universidad de Puerto Rico, Recinto Universitario de Mayagüez, en el 1974. Asistió a Universidad Nacional Autónoma de México, Academia San Carlos, donde obtuvo una Maestría en Grabado en el 1977; ahí estudió con Gilberto Aceves Navarro. Durante su estancia en México, señala la artista que quiso estar en contacto con la tradición azteca y maya, además del trabajo de los muralistas. En el 1979 trabajó como profesora de arte en la Universidad Interamericana de Puerto Rico, Recinto de San Germán. Fue profesora de arte del Recinto Universitario de Mayagüez de 1980 al 1982, donde desarrolló un proyecto de investigación sobre la manufactura del papel con algas marinas auspiciado por la organización “Sea Grant”.
Ha sido profesora en diversas universidades de Puerto Rico, así como profesor asistente del Hostos Community College-CUNY en Nueva York en 1999. 
En su propuesta como artista se adentró en temas eróticos, utilizando el cuerpo femenino para explorar las relaciones de género y el poder, la inmigración y la violencia doméstica.
Hernández trabajó el tema de la violencia contra las mujeres y el feminicidio a partir de una investigación periodística derivada de una ley puertorriqueña que comenzaba a tipificar el delito de feminicidio a partir de 1990. En los documentos encontró la lista de nombres de mujeres asesinadas de enero a junio de 1993. Debido a que hubo presión de algunos legisladores para enmendar la ley por considerarla muy fuerte, Hernández decidió hacer Hasta que la muerte nos separe, instalación que está formada por cajas en forma de nichos con el nombre de cada mujer, como si cada caja fuera la tumba de cien mujeres asesinadas. La artista señala:

el espíritu y la fuerza de las mujeres asesinadas la ha cargado por todos los rincones del mundo con la esperanza de que la violencia, en cualquiera de sus manifestaciones, sea erradicada de la faz de la tierra.
Anaida Hernández

Además del tema de la violencia de género, ha trabajado con los juegos ilegales de los casinos, los intercambios culturales que se producen por la entrada de indocumentados, como en su obra Moving Violations, para el New Museum of Contemporary Arts.
En su pieza Papa caliente (2001), Anaida Hernández explora la violencia colonial que vivió Puerto Rico por parte de Estados Unidos cuando bombardeó la isla Vieques.; dicha instalación está expuesta en el Museo de Arte de Puerto Rico.
Según la crítica: 

Alineada con la provocación, la pintora y artista gráfica se ha ubicado en perspectivas distintas para exhibir una obra nada tradicional, obligando al espectador a detenerse y leer sus conceptos metafóricos interactuando con el nivel narrativo de su obra".

Hernández se ha destacado por su insistencia en la experimentación con distintos materiales trabajando el papel, la madera, el cemento, el mosaico, espejos, y proyectos de instalaciones de arte donde entran en juego todo tipo de materiales, además de los medios tradicionales del arte.

## Gestiones profesionales destacadas
- 2016 al presente: Fundó y dirige el proyecto fílmico (hasta la actualidad) Sabias Films, donde produce, dirige el documental Código Mágico Street, el andar de las mujeres, para la Televisión Pública de Puerto Rico WIPR-TV en alianza con la universidad FLASCO, en Quito; sobre la invisibilidad y el trabajo creativo de 10 mujeres sabias de Puerto Rico y Ecuador.
- 2010 al presente: Anaida Studio, el taller de la artista donde vive y trabaja su obra la mayor parte de su tiempo.
- 2007 al 2010: Fundó y dirigió el proyecto de investigación docente de arte y ciencia PROMETEO Lab, organizado durante su estadía como artista residente en Caribbean University, Bayamón, Puerto Rico.
- 2002: Fundó y dirigió el proyecto fílmico Latitud 18 en New York, donde dirigió y produjo documentales para la televisión pública de Puerto Rico e instituciones de gobierno sobre la diáspora puertorriqueña y latinoamericana.
- 1980: Organizó y dirigió una exposición colectiva de Mujeres Artistas de América Latina para el Primer Congreso de Creación Femenina en el Mundo Hispánico, organizado en la Universidad de Puerto Rico, Recinto de Mayagüez.
- 1984: Fundó y dirigió la Galería Espiral, en Río Piedras, donde organizó exposiciones con el tema de la Poesía y el Arte Erótico y funcionó como taller de enmarcado y de creación para el artista.
- 1993-94: Publicó una edición limitada de 100 ejemplares y diez pruebas de artista realizados en la técnica de agua fuerte, barniz blando y aguatinta en color del libro de artista, Contigo abajo, con texto de Ana Lydia Vega, y realizados caligráficamente por Gloria Florit, editado en el taller gráfico de Jorge Martínez en Maracay.[14]

## Exhibiciones individuales
- 2010: “Sentidos y Engaños”. Caribbean University, Recinto de Bayamón. Artista residente[14]
- 2007: “Maya”, Museo Eugenio María de Hostos, Mayagüez, Puerto Rico[15]
- 2006: “Seducción=Poder”, 12 pinturas sobre lienzo belga, Galería-Obra Alegría, San Juan, Puerto Rico[16]
- 2004: “Código Secreto” (selección de obras del 1994 al 2004),  Museo de Arte de Puerto Rico, Santurce, Puerto Rico[17]
- 2002: “Anaida Hernández. Fórmula secreta: Pinturas recientes”, Galería Pintadera, Puerto Nuevo, San Juan, Puerto Rico.
- 2002: “Espacio Compartido: Anaida Hernández y Rosa Irigoyen”, Art Museum of the Americas Gallery, Organization of American States Building, Washington, District of Columbia[18]
- 2001: “Cross Pollination: 50 NY Sculptors/50 California Sculptors”, Travelling Exhibition: California, London, Holland Tunnel Gallery,  Long Island City, New York.
- 1994-2000: “Retrospectiva:  Adivina adivinador, quien soy, Diez y nueve Instalaciones”,  Hostos Community College,Nueva York, Estados Unidos de Norte América[19]
- 1989-2000: “Dibujos y Grabados 1989 a 2000”, Biblioteca John Cotton Dana, Universidad de Rutgers, New Jersey, Estados Unidos
- 2000: “Adivina Adivinador: Colindancias”; “Riddle me this”, Galería Petrus Galerus, Hato Rey,  Puerto Rico[20]
- 1994 - 2000: “Hasta que la Muerte nos Separe”,  Instalación presentada en el Capitolio de Puerto Rico (1994); Galería Raíces, San Juan, Puerto Rico (1994); Museo de Bellas Artes, Habana, Cuba (1994); Museo Ludwig de Aachen, Alemania; Museo de Arte y Diseño Contemporáneo en San José, Costa Rica (1995); John Jay College, Nueva York, Estados Unidos, y Lehman College Art Gallery, Bronx, Nueva York (1998); Museo de Arte de Puerto Rico (2004) donde se encuentra en la colección permanente del museo[21]
- 1999: “Secretos compartidos”, Tenement Museum, Nueva York
- 1999: “Moving Violations / Juegos Ilegales”, instalación itinerante para espacio específico:  New Museum of Contemporary Art, SoHo, Nueva York; Grand Central Art Center, Main Gallery,  California State University at Fullerton, California, Estados Unidos de Norte América; Museo de Arte de Puerto Rico, San Juan, Puerto Rico.[22][23]
- 1997: “The Ceremony: Petitions, Riddles and Conundrums”, Tres instalaciones.  SinTítulo: Galería de Arte Contemporáneo, Viejo San Juan, Puerto Rico.
- 1990: “Símbolos de San Juan”, Galería Liga de Estudiantes de Arte, San Juan, Puerto Rico.
- 1989: “Bestiario: Los monstruos que todos llevamos adentro”, (itinerante), Convento de los Dominicos, Instituto de Cultura Puertorriqueña, San Juan, Puerto Rico.

## Exhibiciones colectivas
- 2017
  - Ida y vuelta.
  - Mujeres en el Arte, Galería de la Cámara de Representante, El Capitolio de Puerto Rico, San Juan, Puerto Rico.
  - Arte & Plaza, Plaza Las Américas, Galería Petrus, San Juan, Puerto Rico.
  - Museo de Arte e Historia de la Universidad de Puerto Rico, San Juan, Puerto Rico.
- 2012: “Mayagüez: Un siglo de Artistas”, Museo de las Américas, San Juan, Puerto Rico.
- 1999: Artista invitada. Premio Internazionale Biella Per l’incisione, Biella, Italia.
- 1999: “The Lottery”, Rotunda Gallery, Brooklyn, New York. Guest curator Lenore Malen
- 1998: “The Latina Artists: Gender, Race and Identity”,  Obra: “ Las Manos de Caita”, Mason Gross School of the Arts, Rutgers University, New Jersey, Estados Unidos de Norte América.
- 1998: “Who bells the Cat?”, Obra: “Ruido”,  Sound Installation, Taller Boricua Art Gallery, Hunter College, Nueva York, Estados Unidos de Norte América.
- 1998: “Puerto Rico on Landscape”, Obra: “Cemento Armado”, Longwood Arts Gallery, Bronx, Nueva York.
- 1995 y 1998: “XI y XII, Bienal de San Juan del Grabado Latinoamericano y del Caribe”, San Juan, Puerto Rico.
- 1998: “Puerto Rican Equation” Obra: “Petitions”, instalación de piso: 100 manos pintadas en acrílico.
- 1997: “The Liberated Print”, Obra: “Contigo debajo”, Museo del Barrio, Nueva York; Museo de Las Américas, San Juan, Puerto Rico.
- 1995: Museo de Arte y Diseño Contemporáneo en San José, Costa Rica.
- 1995: Bienal de La Habana, Habana, Cuba, 1995
- 1994: Museo de Arte Contemporáneo de Cuenca Ecuador, 1994
- 1983-1990: “Mujeres Artistas de Puerto Rico”, Semana de la Mujer en Plaza Las Américas, Hato Rey, San Juan, Puerto Rico.
- 1992: “Puerto Rico en el Primera Bienal de Pintura del Caribe”, Galería de Arte Moderno, Santo Domingo, República Dominicana. 12 artistas
- 1986: “Mujeres Artistas de Puerto Rico”, Museo de Bellas Artes, Instituto de Cultura de Puerto Rico, San Juan, Puerto Rico.
- 1986: “Pintores de España y Puerto Rico”, Universidad de Salamanca, España.
- 1984 - 1985: “Arte Erótico I y II”, Galería Espiral, Hato Rey, San Juan, Puerto Rico.
- 1984: “Nueve Mujeres en el Dibujo”, Galería Espiral, Hato Rey, San Juan, Puerto Rico.
- 1985: Congreso Creación Femenina en el Mundo Hispánico, Recinto Universitario de Mayagüez, Puerto Rico, 1985, 1987
- 1987: Tercer Encuentro, Taller Creativo de Pintores y Escultores de América Latina, España, Portugal, Jerusalén (Israel).
- 1987: Ilustración del cuento de niños, “Sueño en el Yunque” para la Editorial de la Universidad de Puerto Rico.[24]

## Proyectos de arte público
- 2010: “Careos/relevos: 25 Años del Museo de Arte Contemporáneo de Puerto Rico”(MAC). Foro sobre pieza de su autoría titulada “Fórmula secreta: La verdad y nada más que la verdad”. Taller vivo.
- 2005: Documental:  “El Tiempo: memoria del silencio”, Estreno en el Teatro Francisco Arriví. En conmemoración de los 50 años del Instituto de Cultura Puertorriqueña y del Archivo General de Puerto Rico, San Juan, Puerto Rico.

- 2004: Mural –mosaico, “El Triunfo”, Arte Público de Puerto Rico, Estación del Tren Urbano, Bayamón, Puerto Rico
- 2003: Directora y productora ejecutiva,” Dos Minutos-NY”; serie de 39 cápsulas de dos minutos de duración con entrevistas a latinos y puertorriqueños que hicieron alguna contribución en Nueva York. Transmitidos diariamente por TUTV (Canal 6). Fue nominada para Emmy en el 2003 por dicho trabajo.
- 2000: Museo de Arte de Puerto Rico. Jardín de Esculturas. Comisión.
- 2000: Artist in residence. CalState Fullerton, Grand Central Arts Center, Santa Ana, California, USA
- 1999: “Shared Secrets”,  collaborative project with the Museum’s ESOL class, The Lower East Side Tenement Museum, New York, NY
- 1999: “ID”, Collaboration with the Emerging Elder Artists Group (EEAG), New Museum of Contemporary Art, SOHO, New York, NY
- 1999: Miembro Muralistas de Escariche, Mural: “La Caída de Ícaro”, Escariche, Guadalajara, España
- 1998: “Memories of Silence” a collaborative Project with the Elders Group at the New Settlement Apartments (EEAG) ; Discovery Museum, Connecticut, USA Artists Group (EEAG)
- 1997: Artist in residence. Center for Innovative Print & Paper, Mason Gross School of the Arts, Rutgers University, New Jersey, USA

## Colecciones públicas y privadas
- Museo de Arte de Bayamón, Puerto Rico
- Museo de Bellas Artes, La Habana, Cuba
- Grand Center Art Center, Cal State Fullerton, California, USA
- Museo de Arte de Puerto Rico, San Juan, Puerto Rico
- Museo de Baltimore, Baltimore, USA
- The World Bank, Washington, District of Columbia, USA
- Grahan Denver, Editorial Page. USA Today, Virginia, USA
- Rutgers Center for Innovative Print Paper, The State University of New Jersey, New Jersey, USA
- Museum of Contemporary Art and Design of San José, Costa Rica, American Center
- Instituto de Cultura Puertorriqueña, San Juan, Puerto Rico
- Galería Municipal de Jerusalén, Israel
- Universidad Central de Bayamón, Bayamón, Puerto Rico
- Centro Cultural de Guadalajara, Madrid, España
- Museo de Arte Caribbean University (MACU)[25]

## Premios, distinciones y reconocimientos
- 2010: Artista Residente, Caribbean University, Bayamón, Puerto Rico (del 2007 al 2010).
- 2010: Artista Residente Museo de Arte Contemporáneo de Puerto Rico (MAC)
- 2004: Proclama del Departamento de Estado, Gobierno de Puerto Rico; Proclama Procuradora de las Mujeres; Proclama del Municipio Autónomo de San Juan; Proclama del Municipio Autónomo del Municipio de Mayagüez, Puerto Rico.
- 2000: Artista Residente, Cal State Fullerton, California, Estados Unidos
- 1999: Asociación Internacional de Críticos de Arte, Capítulo de Puerto Rico (AICA), Reconocimiento.
- 1998: IV Congreso Creación Femenina en el Mundo Hispánico, Ganadora Certamen Cartel Conmemorativo, Universidad Central de Bayamón, Puerto Rico.
- 1997: Artista Residente, Brodsky Center- Mason Gross School of the Arts, Center for Innovative Prints and Paper, Rutgers University, New Brunswick, New Jersey, USA
- 1997: Medalla de plata Goya. Obra: “Narco-Grama: Los desastres”,  X Bienal Iberoamericana, Palacio de Bellas Artes, Ciudad México, México.
- 1994: Mejor Instalación, arte específico, “Hasta que la muerte nos separe”, Asociación Internacional de Críticos de Arte (AICA), Capítulo de Puerto Rico. San Juan, Puerto Rico
- 1987: Fondo Nacional para las Artes, Tercer Encuentro Taller Creativo de Pintores y Escultores de América Latina, España, Portugal, Jerusalén e Israel.
- 1986: Beca, Instituto de Cultura Puertorriqueña, Altos de Chavón, República Dominicana.
- 1974-77: Beca de Intercambio Académico, México - EU (Benito Juárez - Abraham Lincoln)